# Liste des députés européens du Danemark de la 7e législature

Cet article présente la liste des députés européens du Danemark au cours de la législature 2009-2014.

## Liste des eurodéputés élus
| Nom                  | Parti                                          | Groupe parlementaire européen | Portrait |
| -------------------- | ---------------------------------------------- | ----------------------------- | -------- |
| Margrete Auken       | Parti populaire socialiste                     | Verts/ALE                     |          |
| Bendt Bendtsen       | Parti populaire conservateur                   | PPE                           |          |
| Ole Christensen      | Sociaux-démocrates                             | S&D                           |          |
| Anne Elisabet Jensen | Venstre (Danemark) / Parti libéral du Danemark | ADLE                          |          |
| Dan Jørgensen        | Sociaux-démocrates                             | S&D                           |          |
| Rina Ronja Kari      | Mouvement populaire contre l'Union européenne  | GUE/NLG                       |          |
| Claus Larsen-Jensen  | Sociaux-démocrates                             | S&D                           |          |
| Morten Løkkegaard    | Venstre (Danemark) / Parti libéral du Danemark | ADLE                          |          |
| Morten Messerschmidt | Parti populaire danois                         | ELD                           |          |
| Jens Rohde           | Venstre (Danemark)/Parti libéral du Danemark   | ADLE                          |          |
| Anna Rosbach         | Parti populaire danois                         | ELD                           |          |
| Christel Schaldemose | Sociaux-démocrates                             | S&D                           |          |
| Søren Søndergaard    | Mouvement populaire contre l'Union européenne  | GUE/NLG                       |          |
| Britta Thomsen       | Sociaux-démocrates                             | S&D                           |          |
| Emilie Turunen       | Parti populaire socialiste                     | Verts/ALE                     |          |